# Prärieromanser
Prärieromanser är Underjordiska Lyxorkesterns enda LP som släpptes 1982 på skivbolaget Silence Records. Albumet producerades av Anders Lind och Underjordiska Lyxorkestern.

## Låtlista
Text och musik av Henrik Venant, där inget annat anges
Sida A
1. Tyska dårar
2. Jag älskar dig (text och musik: Peter Ivarss och Ciné)
3. Förbjuden luft
4. Flickor som vet

Sida B
1. Rädd för Europa
2. Mästaren
3. GG man
4. Jalousie

## Medverkande
- Peter Ivarss – elbas, sång, piano
- Bengt Liljegren – trummor
- Mikael Vestergren – gitarr
- Henrik Venant – sång, blåsinstrument, keyboard